# عبد الرزاق حسين (ماليزيا)
تون حاج عبد الرزاق بن داتو حسين (11 مارس 1922 - 14 يناير 1976) كان سياسيًا ماليزيًا شغل منصب رئيس وزراء ماليزيا الثاني من سبتمبر 1970 حتى وفاته في يناير 1976. ويشار إليه باسم أبو التنمية (بابا بيمبانجونان).
كان تون عبد الرزاق رئيس الوزراء المسؤول عن تشكيل الجبهة الوطنية، وهو الائتلاف الحاكم للأحزاب السياسية التي تولت السلطة في ماليزيا حتى 10 مايو 2018، حيث خسرت الجبهة الوطنية الانتخابات العامة الماليزية الرابعة عشرة برئاسة نجله نجيب رزاق، خلفًا لسابقه، التحالف. كما اشتهر بإطلاق السياسة الاقتصادية الماليزية الجديدة (MNEP).